# 異世界建国記
『異世界建国記』（いせかいけんこくき）は、桜木桜による日本のライトノベル。元は「小説家になろう」にて2015年11月から2018年8月まで連載されたオンライン小説だが、連載中の2017年8月からファミ通文庫（KADOKAWA）より書籍化刊行されている。書籍版のイラストは屡那が担当している。BOOK☆WALKER主催の「次のヒット作はこれだ！ 新作ラノベ総選挙2018」で5位を獲得している。
メディアミックスとして、KADOKAWAのウェブコミック配信サイト『ヤングエースUP』にてKOIZUMIによるコミカライズが2017年9月から連載されている。

## あらすじ

### 原作1巻
大学生だった主人公は交通事故で亡くなり、気付くと過去の記憶を持ちながら、異世界の森の中に転生していた。そこは中世レベルの文明で、「呪術」と呼ばれる超常の力を持った者がいる、文字通りの異世界であった。
その森の主だという巨大な神獣 グリフォンに遭遇した主人公は、「言語の加護」と「アルムス」という名前を与えられる。そして、グリフォンが拾って面倒を見ている「捨て子たち」のリーダーとなったアルムスは、彼らを育てるよう命じられる。
グリフォンが返り討ちにした「戦士の剣」を街で売却して、鍬などの農具を手に入れたアルムス達は、廃村に移り住んで農業を始める。その他、地球での知識を元にして、さまざまな発明をして収入を得ていく。
街に行った際に出会った呪術師の少女 ユリアが、実はロサイス王の一人娘であることが判明し、グリフォンの子であるアルムスは王に気に入られ、「彼女の家庭教師」をすることになる。
やがて、隣国のフェルム国から、厳しい徴税に耐えきれず30人もの村人たちが逃亡して、アルムスの村へ入れてほしいと助けを求めてくる。フェルム王は逃亡者を制裁するため軍隊を率いてくるが、アルムスは「村の物資の7割」を差し出して、フェルム国軍との戦闘を避けることに成功する。
その後、村の子供たちの一人 テトラが、かつて配下であってフェルム国王によって滅ぼされた豪族「アス家」の娘であったことが判明する。再び攻め入ってきたフェルム軍と戦争になり、指揮官として戦場で戦うことになったアルムスは、フェルム王を討ち取る。
元アス家の領地を取り戻したアルムスは、ロサイス王の王弟ライモンドの養子となり、テトラと結婚してアス家を継ぎ、ロサイス王から任されてアス領を統治することになる。アルムスの経済政策により、アス領は順調に復興していく。

### 原作2巻
ユリアの婚約者 リガル・ディベルの妬みから敵対することになり、アルムスはユリアと結婚して「ロサイス王」となる道を選ぶ。ディベル領からの難民が出たことで、ディベル軍と揉めたことが発端になり、リガルは『神明決闘』を持ちかけてくる。同じ「大王の加護」を持つ者同士であったが、アルムスが完勝。リガルが降参したことで、ディベル家の権威は失墜して、婚約者から外れることになる。
その後、隣国ドモルガル国がアス領へと進軍してきたことから、テリア要塞での籠城戦となる。テトラの制作した「火の秘薬」「火炎筒」を使うも、ドモルガル軍も次々とその対策を行い、双方が一進一退の展開となる。しかし、騎兵による補給路にある村を陥落させていく戦略が功を奏して、ドモルガル敗北により講和となる。
帰国したアルムスは、戦争に参加しなかった「ディベル一族」を逆賊として掃討。臣下のいなくなったリガルは、「大王の加護の反転」によって死亡する。功績を認められたアルムスは、ユリアと結婚して2人目の妻とし、正式に「ロサイス王」となる。

## 登場人物

### アルムス関係
アルムス
本作の主人公。元は別の世界の大学生であったが、交通事故が原因で異世界へ迷い込み、異世界のロマーノの森で目覚めた。
テトラ、ユリア、ロマリア王国建国時に苗字が増える。最終的な本名はアルムス･ユリウス･アス･ロサイス･カエサル。
見た目は灰色の髪の毛。肌の色はオリーブ色。
グリフォンに「アルムス」と語呂がいいからという理由だけで名付けられた。前世の記憶をもとに考えて行動をしている。転生後、グリフォンから見捨てられた子供たちの親玉となり、荒れた土地を再開発して食糧を自給自足できるように農業を始める。その後、子供たちに算数を教える。代わりにテトラからはこの国の言語を教わる。
アルムスの加護
「言語の加護」
グリフォンから貸し与えられた。期限は三年。
「大王の加護」
テトラ・アス
ヒロイン。自称世界最古の魔術師。アス氏族の生き残り。最初はアムルスを嫌っていたが、のちに、アムルスの妻となる。
ユリア・ロサイス
ヒロイン。ロサイス王の娘。
アンダールス
本名はアンダールス･ユリウス･アス･カエサル。
部下に建国記世代の子孫はもちろん、エジプトに相当する土地の王族出身のエレスティア将軍、ハンナ･バルカの子孫のペンティクス将軍、アルト名門家の某石鹸の人の嫁の直接子孫のアルベルティーニ将軍などがいる(作者談)
レンバート、エレスティア、ペンティクスの娘とアンダールスの息子の子孫が打ち立てたユリウス家の3つの分家は三大宮家と呼ばれる。
ノナ･ユリウス･アス･カエサル
ユニとアンダールスの母親
レンバート･パリシィ･ウェストリア
クリュウ将軍の子孫とマリリンクローンの息子であり、もう1人のマリリンクローンの弟子で、転生者。雷帝アンダールス腹心の部下の1人。
錬金術などの新たな魔術分野を開拓した他、アンダールスが壊したドラゴン･キラーを修復した。
クリュウ将軍並の指揮能力、マリリン並の呪術･魔術の才能、前世知識を持つ。
ユニ
マリリンクローンに誘拐された、アルムスとテトラの子孫。ロサイス氏族の血も入っているため、ユリアの子孫でもある。レンバートの嫁。
エイプリルフールネタの時系列には既に両親と弟のアンダールスとは再会している。
レンバートと共にアンダールスが壊したドラゴン･キラーの修復に寄与。
ユニ自身も後の魔術、呪術の発展に大きな貢献をすることになる。

### ロマリアの森
グリフォン
ロマーノの森の奥地にすむ生物。「偉大なるグリフォン様」と世間の人々から恐れられている。年齢は三千は超えている。アルムスが異世界に転生してから3年以内は支援をするという確約をした。また、ヤギ語を話せる。
グリフォンが所持する加護は全てで12個。
「神言の加護」
異種間での意思疎通を可能にする。
「貸出の加護」
加護を特定の対象に貸し与えることができる。
「言語の加護」
声と聴覚を変化させ異なる言語による意思疎通が可能になる。言語が限定される。

### 部下
ロン
アルムスに会うまでは、捨てられていた子供たちのリーダー的存在であった。剣の腕前は高く、リーダーシップを発揮するが、アホなところがあり、たまに変な方向に向かう。身長はアデルニア人の平均身長と同等。髪の毛は黒色。
ロズワード
アルムスに会うまでは、捨てられていた子供たちの副リーダー的存在だった。槍使い。髪は茶色。
グラム
弓使い。馬に乗ったまま長弓を射るという曲芸が出来る、冷静沈着な性格、髪の毛は黒色。
ソヨン
ロンと同じ村の出身で幼馴染。頭もいいが、たまにアホな言動を取る。動物好き。魂乗せが得意。身長はアデルニア人の平均身長と同等、髪の色は茶色。
ルル
呪術が得意。髪の色は灰色。
リア
ゲルマニス人の女性奴隷。騎乗スキルをみんなに教えるために出場したが、お役御免となり解放された。ゲルマニス人の女性としては平均くらいの身長。髪の色は赤味が掛かった茶髪。

## 用語
迷い人
異世界からグリフォンのいるこの世界にやってくるモノのこと。
オーク・トロール
三千年前にグリフォンが住む土地から去った。一方は北へ、一方は西へ逃げた。
加護

内乱の100年

### アルムスが異世界で発明したもの
輪栽式農業
4種類の作物を4年周期で育てる方式。それと並行して家畜を育て、その糞尿を肥料として活用して地力回復の効果を高める。畑も家畜も休ませずに運用する方法。
投石器（スリング）
除虫剤
シロバナムシヨケギクを煮詰めた水を作物にかける。　

### 世界図
ロマリアの森
この世界の中では中心に描かれている。
ロマリア王国(ロマリア帝国)
アルムスがロサイス王の国と周辺の国々を領土として興した国
ロサイス王の国
ロマリアの森の東に位置する。製鉄技術が未熟。
フェルム王の国

ギルガベッド王の国
ロマリアの森の北西に位置する。飢餓によりドモルガル王の国とともにファルダーム王の国と戦争中。
ドモルガル王の国
ロサイスの森の北東に位置する。飢餓によりギルガベッド王の国とともにファルダーム王の国と戦争中。
ファルダーム王の国
ドモルガル王の国の北に位置する。飢餓によりギルガベッド王の国とドモルガル王の国の連合軍と戦争中。

## 既刊一覧

### 小説
- 桜木桜（著）・屡那（イラスト） 『異世界建国記』 KADOKAWA〈ファミ通文庫〉、既刊4巻（2019年1月30日現在）
  1. 2017年8月30日発売[5]、ISBN 978-4-04-734743-4
  2. 2017年12月29日発売[6]、ISBN 978-4-04-734917-9
  3. 2018年6月30日発売[7]、ISBN 978-4-04-735203-2
  4. 2019年1月30日発売[8]、ISBN 978-4-04-735426-5

### 漫画
- 桜木桜（原作）・屡那（キャラクター原案）・KOIZUMI（漫画） 『異世界建国記』 KADOKAWA〈角川コミックス・エース〉、既刊10巻（2025年3月10日現在）
  1. 2018年4月26日発売[9][10]、ISBN 978-4-04-106839-7
  2. 2018年9月25日発売[11]、ISBN 978-4-04-107487-9
  3. 2019年4月4日発売[12]、ISBN 978-4-04-107911-9
  4. 2019年10月4日発売[13]、ISBN 978-4-04-108703-9
  5. 2020年5月2日発売[14]、ISBN 978-4-04-109358-0
  6. 2020年12月10日発売[15]、ISBN 978-4-04-109359-7
  7. 2021年12月10日発売[16]、ISBN 978-4-04-111358-5
  8. 2023年3月10日発売[17]、ISBN 978-4-04-111359-2
  9. 2024年3月8日発売[18]、ISBN 978-4-04-114535-7
  10. 2025年3月10日発売[19]、ISBN 978-4-04-115669-8